# GiveWell

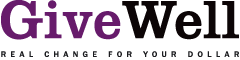
Logo

GiveWell ist eine 2007 gegründete US-amerikanische Non-Profit-Organisation, die auf der Grundlage wissenschaftlicher Daten die Programme von Wohltätigkeitsorganisationen evaluiert. Dabei stützt sie sich im Gegensatz zu traditionellen Kriterien wie dem Anteil der Verwaltungskosten hauptsächlich auf die Kosten-Wirksamkeits-Analyse. Damit will GiveWell Spendern ermöglichen, an Organisationen zu spenden, bei denen ihr Geld möglichst viel bewirkt.

## Geschichte
Holden Karnofsky und Elie Hassenfeld, die beide beim Hedgefonds Bridgewater Associates arbeiteten, bildeten 2006 mit Kollegen einen informellen Club, der sich das Ziel setzte, potentiellen Spendern eine rationelle Entscheidungshilfe zu geben. Dabei stellten sie fest, dass oft keine verlässlichen Daten über das Verhältnis von Kosten und Wirksamkeit existierten. 2007 gründeten Karnofsky, der in Harvard Sozialwissenschaften studiert hatte, und Hassenfeld, der an der Columbia University einen Abschluss als Religionswissenschaftler erworben hatte, die Organisation GiveWell, die mithilfe von Methoden der Finanzanalyse Spendern die Entscheidung erleichtern soll, bei welcher Wohltätigkeitsorganisation ihre Spende den größten Nutzen bringt.
Die Mitglieder des ursprünglichen Clubs gründeten 2007 einen Fonds, den Clear Fund, der Spenden an von GiveWell empfohlene Wohltätigkeitsorganisationen vergibt. Im ersten Jahr nahm der Fonds ca. 300 000 US-Dollar an Spenden ein, hauptsächlich von den ehemaligen Kollegen und Clubmitgliedern. Davon wurde etwa die Hälfte für die Arbeit von GiveWell eingesetzt, ein wesentlich höherer Anteil als bei Non-Profit-Organisationen üblich ist.
2007 wurden Karnofsky und Hassenfeld nach internen Auseinandersetzungen um unseriöse Werbung für GiveWell im Internet von der Organisation zu einer Strafzahlung verpflichtet, Karnofsky wurde als Geschäftsführer abgesetzt und war anschließend als Programmdirektor für die Organisation tätig, wurde später aber wieder Geschäftsführer.
2008 erhielt GiveWell eine Spende von der Nonprofit Marketplace Initiative der William and Flora Hewlett Foundation, die GiveWell in den folgenden Jahren kontinuierlich mit bedeutenden Spenden unterstützte. 2014 stellte die Hewlett Foundation ihre Unterstützung für die Organisation ein. Sie begründete dies mit zwei Studien aus den Jahren 2010 und 2012, die ergeben hatten, dass nur 3 % der Spender ihre Spenden auf der Grundlage der Daten der Kosten-Wirksamkeits-Analyse vergaben, während sich die überwiegende Mehrheit der Spender aus Gründen wie Loyalität, persönliche Verbindungen oder Religion entschied.
2013 verlegte GiveWell seinen Sitz nach San Francisco, wo viele Persönlichkeiten der High-Tech-Industrie im Silicon Valley starke Unterstützer des „effektiven Altruismus“ geworden waren.
2019 trat Karnofsky als Ko-Geschäftsführer zurück, seitdem ist Hassenfeld alleiniger Geschäftsführer. Karnofsky und Hassenfeld sind neben Timothy Odgen, Cari Tuna und Julia Wise Mitglieder des fünfköpfigen Board of Directors von GiveWell.
Laut der Spendenplattform effektiv-spenden.org wurden 2017 fast 150 Millionen US-Dollar an die von GiveWell empfohlenen Organisationen gespendet. Im Jahr 2023 gab GiveWell an, 355 Millionen US-Dollar an Spenden gesammelt zu haben.

### Open Philanthropy Project
2012 gingen die von Dustin Moskovitz und seiner Frau Cari Tuna gegründete und mit 8,3 Milliarden US-Dollar ausgestattete Stiftung Good Ventures und GiveWell eine Partnerschaft ein und gründeten die Organisation Open Philanthropy Project, über die die Gelder von Good Ventures vergeben werden sollten. Das Open Philanthropy Project hat mit Spenden Gesundheitsprojekte sowie Projekte, die sich mit den Risiken künstlicher Intelligenz und biologischen Risiken beschäftigen, unterstützt. Bis Juni 2025 hat Open Philanthropy nach eigenen Angaben über vier Milliarden US-Dollar gespendet.
2017 beendeten das Open Philanthropy Project und GiveWell ihre Partnerschaft; Karnofsky trat 2019 als Ko-Geschäftsführer von GiveWell zurück und ist seitdem für die eigenständige Organisation tätig, die sich nur noch Open Philanthropy nennt.

### Im Deutschsprachigen Raum
In einigen europäischen Ländern haben regionale Spendenplattformen die Empfehlungen von GiveWell übernommen und führen diese auf ihren eigenen Websites als Top-Hilfsorganisationen im Bereich der globalen Gesundheit auf. Dabei werden Informationsmaterialien und Empfehlungen für den nationalen Kontext lokalisiert. Die Organisation Effektiv Spenden spielt diese Rolle im deutschsprachigen Raum und ist in Deutschland, Österreich und der Schweiz aktiv.

## Evaluierungen und Empfehlungen
GiveWell nimmt bei zahlreichen Organisationen und Programmen eine Kurzanalyse vor und wählt aus diesen besonders erfolgversprechende für eine gründliche wissenschaftliche Evaluierung aus. Die Hauptkriterien der Evaluierung sind die Wirksamkeit, beurteilt anhand der Ergebnisse der evaluierten Organisationen in Hinblick auf die Rettung von Menschenleben oder die Verbesserung des Lebens von Menschen; die Kosteneffektivität, gemessen daran, wie viel eine Spende bezogen auf die Verbesserung oder Rettung eines Lebens bewirkt, das Potential der Organisation, zukünftige Spenden wirkungsvoll zu verwenden und Transparenz. Außerdem fließen in die Evaluierung Faktoren wie die Verdrängung anderer Akteure und die Hebelwirkung ein. Die Evaluierungen und Empfehlungen von GiveWell beruhen auf öffentlich zugänglichen Daten, und die Organisation empfiehlt nur Spenden an Organisationen, bei denen die Wirksamkeit ihrer Aktivitäten wissenschaftlich nachgewiesen ist, etwa durch randomisierte kontrollierte Studien. Nach erfolgter Evaluierung spricht GiveWell jährlich Empfehlungen für Organisationen aus, die ihre Kriterien am besten erfüllen. Die empfohlenen Programme werden wissenschaftlich begleitet und fortlaufend evaluiert. Wenn sie die Kriterien von GiveWell nicht mehr erfüllen, revidiert GiveWell seine Empfehlung.
Die folgenden vier Organisationen erhielten 2025 eine Top-Empfehlung von GiveWell:

### Malariaprävention
- Malaria Consortium
- Against Malaria Foundation

### Vitamin-A-Gabengegen Vitamin-A-Mangel
- Helen Keller International

### Bargeldzahlungen als Anreiz zurImpfungvon Kindern
- New Incentives